# Ładunek wydłużony

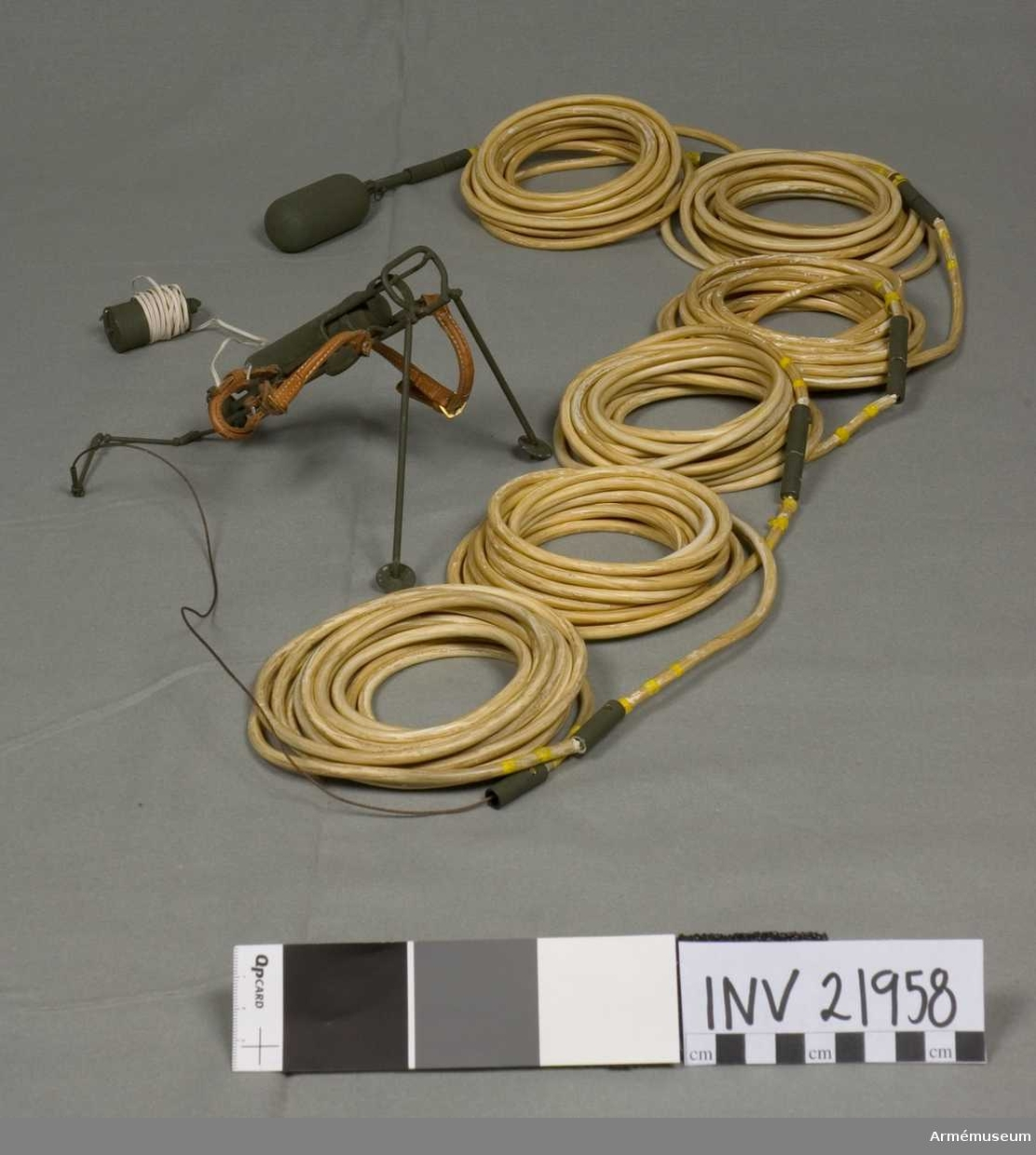
Ładunek wydłużony

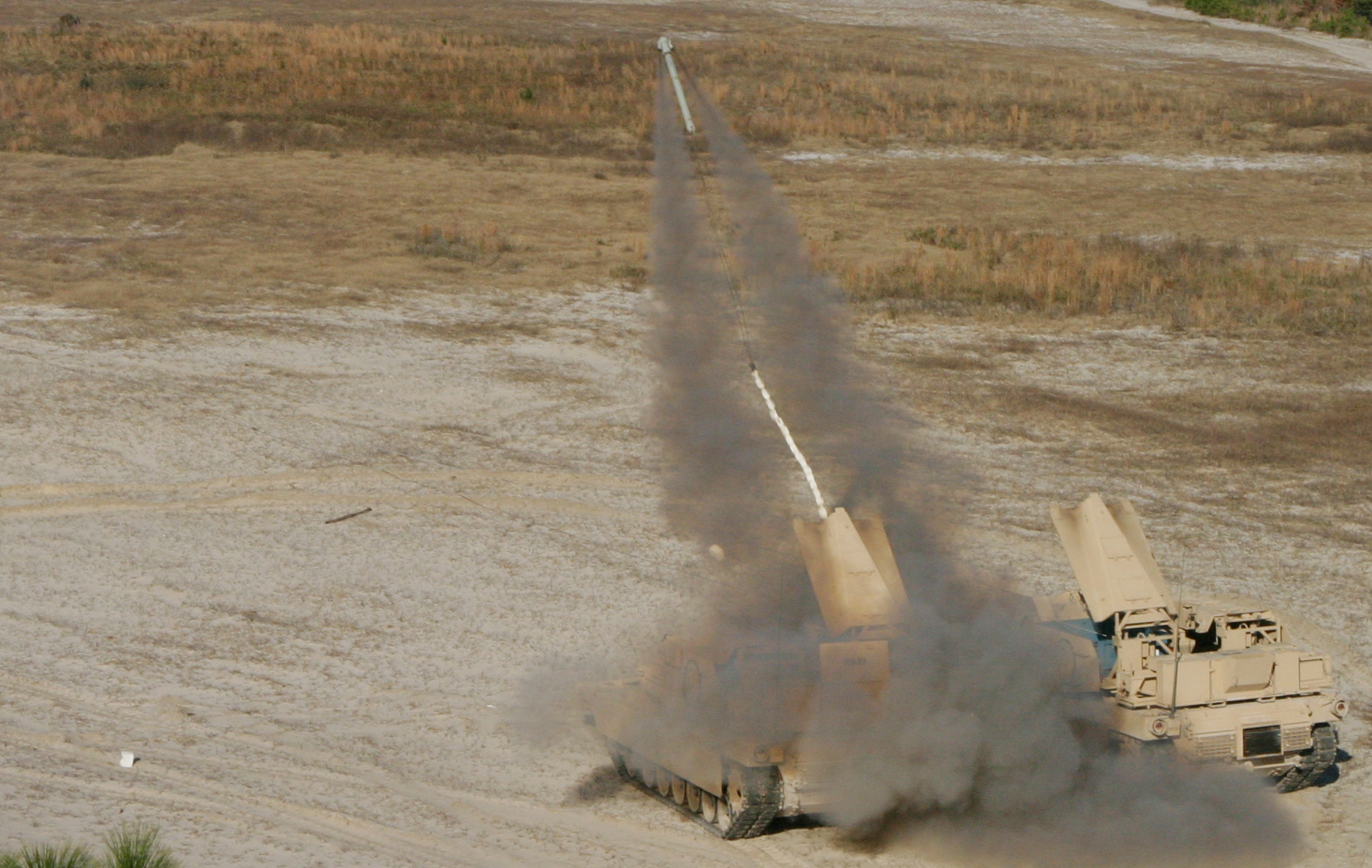
Ładunek wydłużony wystrzeliwany ze specjalnych pojazdów

Ładunek wydłużony – materiał wybuchowy uformowany w elastyczny „wąż”, przeznaczony do wykonywania przejść w zaporach minowych. Ma średnicę kilku lub kilkunastu centymetrów i długość kilkudziesięciu metrów. 
Ładunek wydłużony może być wykonany w całości z elastycznego materiału wybuchowego lub w formie połączonych segmentów. Do umieszczenia ładunku na polu minowym używa się silników rakietowych, może być też położony za pomocą śmigłowca lub czołgu. 
Wybuch ładunku wydłużonego powoduje detonację ukrytych min i powstanie przejścia o szerokości kilku metrów.